# Cap de l'Estat Major de la Defensa (Espanya)
El Cap de l'Estat Major de la Defensa (oficialment en castellà: Jefe del Estado Mayor de la Defensa, JEMAD) és l'òrgan unipersonal de les Forces Armades d'Espanya, nomenat pel president del Govern, que planeja i executa, sota l'autoritat del Ministeri de Defensa, la política operativa militar d'Espanya i condueix les accions militars sota la direcció del president del Govern i del mateix Ministeri. Té rang de secretari d'estat i exerceix la representació institucional de les Forces Armades. El càrrec existeix des del 1984, quan va substituir el Cap de la Junta de Caps d'Estat Major (JUJEM), que al seu torn va substituir l'Alt Estat Major (AEM) el 1977. Des del 25 de gener de 2021, el titular del càrrec és l'almirall general Teodoro Esteban López Calderón, fins al moment Cap de l'Estat Major de l'Armada.

## Funcions
El cap de l'Estat Major de la Defensa té com a òrgan auxiliar i sota la seva jerarquia l'Estat Major de la Defensa. Al cap de l'Estat Major li correspon:
- Executar la conducció estratègica de les operacions militars, sota l'autoritat del Ministeri i la Presidència del Govern.
- Elaborar la proposta del Pla Estratègic Conjunt.
- Establir les estructures operatives de les Forces Armades.
- Assignar missions.
- Coordinar-se amb els comandaments militars d'altres països aliats i organismes internacionals en les accions comunes.
- Impartir les directrius generals als caps d'estat major de l'Exèrcit de Terra, l'Armada i l'Exèrcit de l'Aire.
- Dirigir els sistemes conjunts de comandament i control, intel·ligència, telecomunicacions i guerra electrònica.

## Titulars
- Almirall Ángel Liberal Lucini (1984 - 1986)
- General de l'Aire Gonzalo Puigcerver Romá (1986 - 1990)
- Almirall Gonzalo Rodríguez Martín-Granizo (1990 - 1992)
- Tinent general José Rodrigo Rodrigo (1992 - 1996)
- General d'Exèrcit Santiago Valderas Cañestro (1996 - 2000)
- Almirall general Antonio Moreno Barberá (2000 - 2004)[4]
- General d'Exèrcit Félix Sanz Roldán (2004 - 2008)
- Tinent general de l'Aire José Julio Rodríguez Fernández (2008 - 2011)[5]
- Almirall general Fernando García Sánchez (2011 - 2017)[6]
- General d'Exèrcit Fernando Alejandre Martínez (2017 - 2020)[7]
- General de l'Aire Miguel Ángel Villarroya Vilalta (2020 - 2021)[8]
- Almirall general Teodoro Esteban López Calderón (2021 - actualitat)[9]